# Маруа
Маруа (фр. Maroua) — місто на півночі Камеруну. Є адміністративним центром Крайнього північного регіону і департаменту Діамаре. Населення — 330 410 осіб (за даними 2010 року).

## Географія
Місто розташоване в північній частині країни, біля підніжжя гір Мандара. Маруа розташувався вздовж течії річки Кальяо.

### Клімат
Місто знаходиться у зоні, котра характеризується кліматом тропічних саван. Найтепліший місяць — квітень із середньою температурою 32.8 °C (91 °F). Найхолодніший місяць — серпень, із середньою температурою 25.6 °С (78 °F).
| Клімат Маруа            | Клімат Маруа | Клімат Маруа | Клімат Маруа | Клімат Маруа | Клімат Маруа | Клімат Маруа | Клімат Маруа | Клімат Маруа | Клімат Маруа | Клімат Маруа | Клімат Маруа | Клімат Маруа | Клімат Маруа |
| Показник                | Січ.         | Лют.         | Бер.         | Квіт.        | Трав.        | Черв.        | Лип.         | Серп.        | Вер.         | Жовт.        | Лист.        | Груд.        | Рік          |
| Абсолютний максимум, °C | 39           | 43           | 44           | 45           | 43           | 41           | 40           | 38           | 37           | 41           | 42           | 39           | 45           |
| Середній максимум, °C   | 33           | 35           | 38           | 40           | 38           | 35           | 32           | 30           | 32           | 35           | 36           | 33           | 35           |
| Середня температура, °C | 26           | 28           | 30           | 32           | 31           | 28           | 26           | 25           | 26           | 28           | 28           | 26           | 28           |
| Середній мінімум, °C    | 19           | 21           | 23           | 25           | 24           | 22           | 21           | 21           | 21           | 21           | 21           | 19           | 22           |
| Абсолютний мінімум, °C  | 11           | 12           | 15           | 16           | 17           | 17           | 18           | 18           | 18           | 16           | 15           | 12           | 11           |
| Норма опадів, мм        | 0            | 0            | 0            | 10           | 60           | 100          | 200          | 260          | 170          | 10           | 0            | 0            | 850          |
| Днів з дощем            | 0            | 0            | 0            | 1            | 5            | 7            | 11           | 13           | 10           | 1            | 0            | 0            | 52           |
| Вологість повітря, %    | 29           | 25           | 25           | 31           | 56           | 66           | 76           | 80           | 77           | 60           | 31           | 32           | 49           |
| ----------------------- | ------------ | ------------ | ------------ | ------------ | ------------ | ------------ | ------------ | ------------ | ------------ | ------------ | ------------ | ------------ | ------------ |
| Джерело: Weatherbase    |              |              |              |              |              |              |              |              |              |              |              |              |              |

## Економіка
Маруа є важливим торговим центром, розташованим на перехресті шляхів. Сільськогосподарська продукція, вироблена в околицях міста, поставляється в Гаруа, а потім, по річці Бенуе, далі — в Нігерію.
Розвинена текстильна промисловість. Працює сільськогосподарське училище. Розвинені ремесла — вишивання, вироблення шкір, виготовлення металевих і ювелірних виробів, Гончарна справа.
Місто обслуговує аеропорт «Маруа», розташований у сусідньому містечку Салак.
У Маруа працює етнографічний музей, експозиція якого присвячена культурі і побуту місцевих народів.
У місті є діючі протестантський храм і кілька мечетей.
Працюють госпіталь і ветеринарна станція. У північних околицях міста розташований національний парк Ваза.